# Knežica (Bośnia i Hercegowina)
Knežica (cyr. Кнежица) – wieś w Bośni i Hercegowinie, w Republice Serbskiej, w gminie Kozarska Dubica. W 2013 roku liczyła 394 mieszkańców.